# Wilhelm Grimm
Wilhelm Karl Grimm (Hanau, 24 de fevereiro de 1786 — Berlim, 16 de dezembro de 1859) é o mais novo dos famosos Irmãos Grimm, conhecidos por compilarem contos, alguns dos mais famosos que conhecemos, como A Bela Adormecida, Branca de Neve, Chapeuzinho Vermelho, Cinderela, João e Maria, O Pequeno Polegar e Rapunzel.

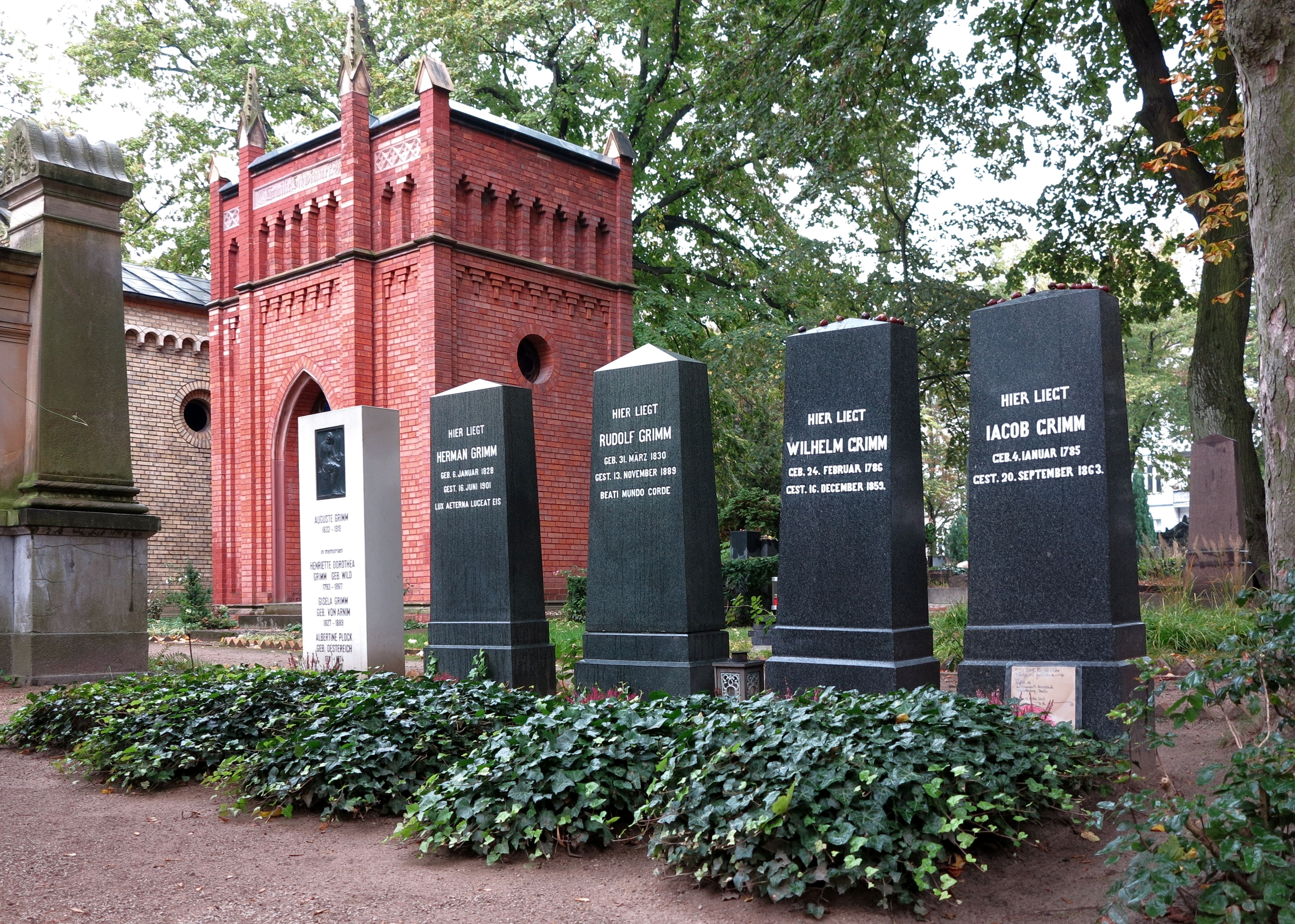
Sepultura dos irmãos Grimm no Alter St.-Matthäus-Kirchhof Berlin

Em 1809, por causa de sua doença, Wilhelm fez um tratamento em Halle an der Saale,  que deve ter sido financiado por seu irmão Jacob. Ele residiu no castelo de Giebichenstein (que pertenceu ao compositor Johann Friedrich Reichardt) e enfim em Berlim onde encontra Clemens Bretano através de quem ele conhece escritores e artistas berlinenses como, por exemplo, Ludwig Achim von Arnim. Durante a volta para Kassel, Wilhelm encontra também Johann Wolfgang von Goethe que aprova os seus "esforços em prol de uma cultura vasta e esquecida".
Sua sepultura está localizada no Alter St.-Matthäus-Kirchhof Berlin.